# Jean-Martin Charcot
Jean-Martin Charcot (født 29. november 1825 i Paris, Frankrig, død 16. august 1893 i Lac de Settons, Nièvre, Frankrig) var en fransk neurolog og professor i anatomisk patologi. Han er kendt som grundlæggeren af den moderne neurologi. Hans forskning havde stor indflydelse på udviklingen af neurologi og psykologi, og han blev kaldt "neurologiens Napoleon". 
Under sidste del af 1800-tallet var Charcot verdens første professor i neurologi. Han arbejdede ved sindssygehospitalet La Salpêtrière uden for Paris. Til hans seminarer kom interesserede fra hele Europa for at se hans hypnotiske eksperimenter med hysteriske patienter. Han gjorde stort indtryk på den unge Sigmund Freud. Charcot evnede at få de hysteriske symptomer til at forsvinde gennem hypnosen. Han beskrev den kliniske tilstand sclérose en plaques kendt som multipel sklerose og var også den første til at skrive om amyotrofisk lateral sklerose. 
Charcot vakte stærke sym- og antipatier blandt tidens læger. Mange beundrede ham som en dramatisk og stærk lederfigur. Han syntes at have et magnetisk skuespillertalent, der gjorde at han med sin blotte udstråling kunne udøve en suggestiv magt over mennesker, der var modtagelige for hypnose. Af andre er han blevet kritiseret for at anvende mennesker som forskningsmateriale. 
Jean-Martin Charcot var far til lægen og polarforskeren Jean-Baptiste Charcot.